# Rezerwat Chingański
Rezerwat Chingański (ros. Хинганский государственный природный заповедник) – ścisły rezerwat przyrody (zapowiednik) w obwodzie amurskim w Rosji. Znajduje się w rejonie archarinskim. Jego obszar wynosi 970,73 km², a strefa ochronna 270,25 km². Rezerwat został utworzony dekretem rządu Rosyjskiej Federacyjnej Socjalistycznej Republiki Radzieckiej z dnia 3 października 1963 roku. W 1994 roku został wpisany na listę konwencji ramsarskiej. Dyrekcja rezerwatu znajduje się w miejscowości Archara.

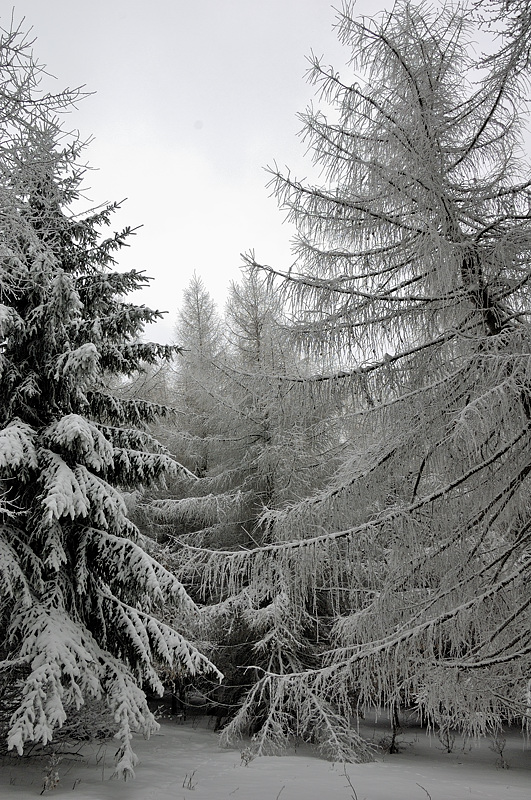

## Opis
Rezerwat składa się z dwóch części. Większa część znajduje się na Nizinie Chingano-Archarinskoj (przedłużenie Równiny Zejsko-Burejskiej) i na zboczach pasma górskiego Mały Chingan.  Mniejsza leży w dorzeczu rzek Bureja i Archara. Nizina zajmuje 70 procent powierzchni rezerwatu. Dominują tu tereny podmokłe. Znajduje się wiele małych jezior i rzek. Reszta rezerwatu to niewysokie góry do wysokości 504 m n.p.m. (szczyt Erakticza). 
Klimat jest kontynentalny z cechami klimatu monsunowego. Najzimniejszym miesiącem jest styczeń ze średnią temperaturą -27 ºС. Średnia temperatura lipca, najcieplejszego miesiąca, wynosi +21 ºС. 

## Flora
Nizinna część rezerwatu to przede wszystkim łąki i bagna, gdzie występują rozległe połacie turzycowisk, trzcinowiska oraz wyspowo lasy z brzozą brodawkowatą w podgatunku mandshurica, brzozą dahurską i dębem mongolskim. Rosną tu takie rzadkie gatunki jak np.: lotos orzechodajny, płoczyniec, kotewka orzech wodny, grążel drobny, grzybienie czterokątne. 
W części górzystej rezerwatu dominują lasy. Rosną tu w większości dęby mongolskie. Niewielką powierzchnię zajmują lasy iglaste z sosną koreańską i modrzewiem syberyjskim. Można tu też spotkać sosnę syberyjską, jodłę wiotką, świerk syberyjski, świerk ajański, lipę wonną i brzozę żeberkowaną. 
Flora roślin naczyniowych rezerwatu liczy 967 gatunków. 

## Fauna
Fauna obejmuje 47 gatunków ssaków, 290 gatunków ptaków, 7 gatunków gadów, 6 gatunków płazów, 27 gatunków ryb. 
Z ptaków wpisanych do Czerwonej księgi gatunków zagrożonych IUCN występuje tu m.in.: żuraw japoński, żuraw białogłowy, żuraw białoszyi, czuprynka, kulik syberyjski, bocian czarnodzioby, kureczka wschodnia, orlik grubodzioby, gęś mała. Żyje tu też wiele innych, rzadkich gatunków ptaków takich jak m.in.: czapla siwa, bielik, kormoran zwyczajny, bączek amurski, gęś białoczelna.
Ssaki żyjące w rezerwacie to m.in.: dzik euroazjatycki, jeleń szlachetny, sarna syberyjska, soból tajgowy, wydra europejska, kuna żółtogardła, niedźwiedź brunatny, niedźwiedź himalajski, wilk szary, ryś euroazjatycki, kotek bengalski. 